# Швець Віктор Миколайович
Віктор Миколайович Швець (* 8 жовтня 1955, Київ, УРСР — † 19 лютого 2014, Київ, Україна) — майстер спорту, старший мічман, учасник Євромайдану, загинув від кулі снайпера. Боєць Небесної Сотні. Герой України.

## Біографія
Військовослужбовець у відставці, старший мічман, вчився в школі № 98.

## На Майдані
18 лютого 2014 року ввечері пішов на Майдан, як сам казав, захищати молодь. О 23:00 подзвонив рідним і сказав, що з ним усе добре, а о 4 годині ранку його дружині телефоном повідомили, що він загинув. Його пораненого, але ще живого везли у Лікарню швидкої допомоги з Михайлівської площі. У моргу на вул. Оранжерейній смерть зафіксували приблизно о 1:00. Його зареєстрували як міліціонера, бо він мав при собі посвідчення пенсіонера міліції, але був одним з майданівців, про що пізніше повідомила Майдан його дочка. Коли хоронили Віктора Миколайовича, то бачили у нього декілька вогнепальних поранень у грудну клітину.
Дочка Олена намагалась з'ясувати обставини загибелі батька і просила всіх, хто міг бути разом з ним в останні години, повідомити, за яких обставин він загинув, звідки стріляли тощо

## Вшанування пам'яті

### Нагороди
- Звання Герой України з удостоєнням ордена «Золота Зірка» (21 листопада 2014, посмертно) — за громадянську мужність, патріотизм, героїчне відстоювання конституційних засад демократії, прав і свобод людини, самовіддане служіння Українському народу, виявлені під час Революції гідності[1]
- Медаль «За жертовність і любов до України» (УПЦ КП, червень 2015) (посмертно)[2]

## Дивіться також
- Список українських спортсменів, тренерів і функціонерів, що загинули під час Революції гідності чи внаслідок російської агресії в Україні